# Сыдыков, Матен
Матен Сыдыков (30 декабря 1922, с. Джанги-Джол, Наманганский уезд, Ферганская область, Туркестанская АССР, РСФСР, СССР — 2002) — советский киргизский хозяйственный, государственный и партийный деятель.

## Биография
Родился 30 декабря 1922 в селеДжанги-Джол Наманганского уезда Ферганской области Туркестанской АССР РСФСР (ныне село в составе Аксыйского района Джалал-Абадской области Кыргызстана). Член КПСС с 1947 года.
С 1939 года — на хозяйственной, общественной и политической работе. В 1939—1986 гг. — колхозник колхоза «Узгоруш» Таш-Кумырского района, участник Великой Отечественной войны, инструктор Джанги-Джольского райкома комсомола, заведующий Джанги-Джольской районной сберегательной кассой, пропагандист, заведующий партийного кабинета Джанги-Джольского райкома, секретарь, 2-й секретарь Джанги-Джольского райкома КП Киргизской ССР, председатель Джанги-Джольского райисполкома, председатель колхоза «Коммунизм», директор совхоза «Джанги-Джол», секретарь Токтогульского райкома, 1-й секретарь Кара-Суйского райкома КП Киргизской ССР, председатель Нарынского облисполкома, 1-й секретарь Нарынского обкома КП Киргизской ССР.
Избирался депутатом Верховного Совета Киргизской ССР 4-го, 6-11-го созывов, Верховного Совета СССР 11-го созыва.
Умер в 2002 году.

## Семья
Был женат. Жена — Алима Сыдыкова (род. 1926).
Сыновья: Шералы (род. 1950) и Эсеналы (род. 1953), дочери: Айчурек (род. 1962) и Айсада (род. 1967). 

## Награды
Награждён Памятной золотой медалью «Манас-1000» (1995).